# Star Trek: Corps of Engineers
Star Trek: Corps of Engineers (původně Star Trek: SCE, což je zkratka z Star Trek: Starfleet Corps of Engineers) je knižní série science fiction novel z prostředí fiktivního univerza Star Treku. Ebooky v anglickém originále vydávalo mezi lety 2000 a 2007 americké nakladatelství Pocket Books, díla jsou licencována držitelem autorských práv, filmovým studiem Paramount Pictures. Série Corps of Engineers je dějově zasazena především do 70. let 24. století. Jedná se o spin-off televizních seriálů a knižních sérií Star Trek: Nová generace a Star Trek: Stanice Deep Space Nine.
Hlavními hrdiny je posádka hvězdné lodě Spojené federace planet USS da Vinci, které velí kapitán David Gold za pomoci prvního důstojníka Sonyi Gomezové (viz epizody „Kdo je Q“ a „Nástrahy lékařské péče“ Nové generace). Zcela nově vytvořené postavy doplňují některé jednorázové charaktery z Nové generace i Deep Space Nine, jednou z hlavních postav je ale také Montgomery Scott. Starfleet Corps of Engineers je speciální inženýrská jednotka Hvězdné flotily umístěná na lodi da Vinci, která řeší technické problémy i záhady v prostoru Federace.
Na rozdíl od ostatních startrekovských knižních sérií byly novely Corps of Engineers vydávány primárně jako ebooky (celkem 74 novel), z nichž většina později souhrnně vyšla v knižních antologiích (celkem 13 sbírek v letech 2002–2010). Prvních 66 novel bylo číslováno a tyto byly vydány pod hlavičkou Star Trek: SCE, pod kterou vyšlo i prvních sedm antologií. V roce 2006 změnilo nakladatelství koncepci, sérii přejmenovalo na Star Trek: Corps of Engineers, snížilo počet ročně vydávaných novel z 12 na šest a zrušilo číslování. V této podobě bylo vydáno dalších osm novel, vydávání série bylo poté v roce 2007 pozastaveno. Výjimkou byly knižní sbírky novel SCE, jejich vydávání pokračovalo do roku 2010. Novely z přejmenované série Corps of Engineers nebyly knižně vydány.

## Star Trek: SCE
| Číslo                                  | Anglický název                            | Autor                                  | Vydáno v USA                           | Časový rámec děje                      |
| #1 Have Tech, Will Travel (leden 2002) | #1 Have Tech, Will Travel (leden 2002)    | #1 Have Tech, Will Travel (leden 2002) | #1 Have Tech, Will Travel (leden 2002) | #1 Have Tech, Will Travel (leden 2002) |
| -------------------------------------- | ----------------------------------------- | -------------------------------------- | -------------------------------------- | -------------------------------------- |
| 1                                      | The Belly of the Beast                    | Dean Wesley Smith                      | srpen 2000                             | 2376                                   |
| 2                                      | Fatal Error                               | Keith R. A. DeCandido                  | září 2000                              | 2376                                   |
| 3                                      | Hard Crash                                | Christie Golden                        | říjen 2000                             | 2376                                   |
| 4                                      | Interphase #1                             | Dayton Ward, Kevin Dilmore             | březen 2001                            | ?                                      |
| #2 Miracle Workers (únor 2002)         |                                           |                                        |                                        |                                        |
| 5                                      | Interphase #2                             | Dayton Ward, Kevin Dilmore             | duben 2001                             | ?                                      |
| 6                                      | Cold Fusion                               | Keith R. A. DeCandido                  | srpen 2001                             | ?                                      |
| 7                                      | Invincible #1                             | David Mack, Keith R. A. DeCandido      | září 2001                              | ?                                      |
| 8                                      | Invincible #2                             | David Mack, Keith R. A. DeCandido      | říjen 2001                             | ?                                      |
| #3 Some Assembly Required (duben 2003) |                                           |                                        |                                        |                                        |
| 9                                      | The Riddled Post                          | Aaron S. Rosenberg                     | říjen 2001                             | ?                                      |
| 10                                     | Gateways Epilogue: Here There Be Monsters | Keith R. A. DeCandido                  | listopad 2001                          | ?                                      |
| 11                                     | Ambush                                    | Dave Galanter, Greg Brodeur            | prosinec 2001                          | ?                                      |
| 12                                     | Some Assembly Required                    | Scott Ciencin, Dan Jolley              | leden 2002                             | ?                                      |
| #4 No Surrender (květen 2003)          |                                           |                                        |                                        |                                        |
| 13                                     | No Surrender                              | Jeff Mariotte                          | únor 2002                              | ?                                      |
| 14                                     | Caveat Emptor                             | Ian Edginton, Mike Collins             | březen 2002                            | ?                                      |
| 15                                     | Past Life                                 | Robert Greenberger                     | duben 2002                             | ?                                      |
| 16                                     | Oaths                                     | Glenn Hauman                           | květen 2002                            | ?                                      |
| #5 Foundations (březen 2004)           |                                           |                                        |                                        |                                        |
| 17                                     | Foundations #1                            | Dayton Ward, Kevin Dilmore             | červen 2002                            | ?                                      |
| 18                                     | Foundations #2                            | Dayton Ward, Kevin Dilmore             | červenec 2002                          | ?                                      |
| 19                                     | Foundations #3                            | Dayton Ward, Kevin Dilmore             | srpen 2002                             | ?                                      |
| #6 Wildfire (listopad 2004)            |                                           |                                        |                                        |                                        |
| 20                                     | Enigma Ship                               | J. Steven York, Christina F. York      | září 2002                              | ?                                      |
| 21                                     | War Stories #1                            | Keith R. A. DeCandido                  | prosinec 2002                          | ?                                      |
| 22                                     | War Stories #2                            | Keith R. A. DeCandido                  | prosinec 2002                          | ?                                      |
| 23                                     | Wildfire #1                               | David Mack                             | leden 2003                             | ?                                      |
| 24                                     | Wildfire #2                               | David Mack                             | leden 2003                             | ?                                      |
| #7 Breakdowns (květen 2005)            |                                           |                                        |                                        |                                        |
| 25                                     | Home Fires                                | Dayton Ward, Kevin Dilmore             | únor 2003                              | ?                                      |
| 26                                     | Age of Unreason                           | Scott Ciencin                          | březen 2003                            | ?                                      |
| 27                                     | Balance of Nature                         | Heather Jarman                         | duben 2003                             | ?                                      |
| 28                                     | Breakdowns                                | Keith R. A. DeCandido                  | červen 2003                            | ?                                      |
| #8 Aftermath (listopad 2006)           |                                           |                                        |                                        |                                        |
| 29                                     | Aftermath                                 | Christopher L. Bennett                 | červenec 2003                          | ?                                      |
| 30                                     | Ishtar Rising #1                          | Michael A. Martin, Andy Mangels        | srpen 2003                             | ?                                      |
| 31                                     | Ishtar Rising #2                          | Michael A. Martin, Andy Mangels        | září 2003                              | ?                                      |
| 32                                     | Buying Time                               | Robert Greenberger                     | říjen 2003                             | ?                                      |
| 33                                     | Collective Hindsight #1                   | Aaron Rosenberg                        | listopad 2003                          | ?                                      |
| 34                                     | Collective Hindsight #2                   | Aaron Rosenberg                        | prosinec 2003                          | ?                                      |
| 35                                     | The Demon #1                              | Loren L. Coleman, Randall L. Bills     | leden 2004                             | ?                                      |
| 36                                     | The Demon #2                              | Loren L. Coleman, Randall L. Bills     | únor 2004                              | ?                                      |
| #9 Grand Designs (červenec 2007)       |                                           |                                        |                                        |                                        |
| 37                                     | Ring Around the Sky                       | Allyn Gibson                           | březen 2004                            | ?                                      |
| 38                                     | Orphans                                   | Kevin Killiany                         | duben 2004                             | ?                                      |
| 39                                     | Grand Designs                             | Dayton Ward, Kevin Dilmore             | květen 2004                            | ?                                      |
| 40                                     | Failsafe                                  | David Mack                             | květen 2004                            | ?                                      |
| 41                                     | Bitter Medicine                           | Dave Galanter                          | červen 2004                            | ?                                      |
| 42                                     | Sargasso Sector                           | Paul Kupperberg                        | červenec 2004                          | ?                                      |
| #10 Creative Couplings (prosinec 2007) |                                           |                                        |                                        |                                        |
| 43                                     | Paradise Interrupted                      | John S. Drew                           | srpen 2004                             | ?                                      |
| 44                                     | Where Time Stands Still                   | Dayton Ward, Kevin Dilmore             | září 2004                              | ?                                      |
| 45                                     | The Art of the Deal                       | Glenn Greenberg                        | říjen 2004                             | ?                                      |
| 46                                     | Spin                                      | J. Steven York, Christina F. York      | listopad 2004                          | ?                                      |
| 47                                     | Creative Couplings #1                     | Glenn Hauman, Aaron Rosenberg          | prosinec 2005                          | ?                                      |
| 48                                     | Creative Couplings #2                     | Glenn Hauman, Aaron Rosenberg          | únor 2005                              | ?                                      |
| 49                                     | Small World                               | David Mack                             | březen 2005                            | ?                                      |
| #11 Wounds (říjen 2008)                |                                           |                                        |                                        |                                        |
| 50                                     | Malefictorum                              | Terri Osborne                          | březen 2005                            | ?                                      |
| 51                                     | Lost Time                                 | Ilsa J. Bick                           | duben 2005                             | ?                                      |
| 52                                     | Identity Crisis                           | John J. Ordover                        | květen 2005                            | ?                                      |
| 53                                     | Fables of the Prime Directive             | Cory Rushton                           | červen 2005                            | ?                                      |
| 54                                     | Security                                  | Keith R. A. DeCandido                  | srpen 2005                             | ?                                      |
| 55                                     | Wounds #1                                 | Ilsa J. Bick                           | srpen 2005                             | ?                                      |
| 56                                     | Wounds #2                                 | Ilsa J. Bick                           | říjen 2005                             | ?                                      |
| #12 Out of the Cocoon (červenec 2010)  |                                           |                                        |                                        |                                        |
| 57                                     | Out of the Cocoon                         | William Leisner                        | říjen 2005                             | ?                                      |
| 58                                     | Honor                                     | Kevin Killiany                         | prosinec 2005                          | ?                                      |
| 59                                     | Blackout                                  | Phaedra M. Weldon                      | prosinec 2005                          | ?                                      |
| 60                                     | The Cleanup                               | Robert T. Jeschonek                    | leden 2006                             | ?                                      |
| #13 What's Past (srpen 2010)           |                                           |                                        |                                        |                                        |
| 61                                     | Progress                                  | Terri Osborne                          | únor 2006                              | ?                                      |
| 62                                     | The Future Begins                         | Steve Mollmann, Michael Schuster       | duben 2006                             | ?                                      |
| 63                                     | Echoes of Coventry                        | Richard C. White                       | květen 2006                            | ?                                      |
| 64                                     | Distant Early Warning                     | Dayton Ward, Kevin Dilmore             | červen 2006                            | 2265                                   |
| 65                                     | 10 Is Better than 01                      | Heather Jarman                         | září 2006                              | 2374                                   |
| 66                                     | Many Splendors                            | Keith R. A. DeCandido                  | září 2006                              | ?                                      |

## Star Trek: Corps of Engineers
| Anglický název                | Autor                      | Vydáno v USA  | Časový rámec děje |
| ----------------------------- | -------------------------- | ------------- | ----------------- |
| Turn the Page                 | Dayton Ward, Kevin Dilmore | prosinec 2006 | ?                 |
| Troubleshooting               | Robert Greenberger         | prosinec 2006 | 2377              |
| The Light                     | Jeff D. Jacques            | leden 2007    | ?                 |
| The Art of the Comeback       | Glenn Greenberg            | květen 2007   | 2377              |
| Signs from Heaven             | Phaedra M. Weldon          | červen 2007   | ?                 |
| Ghost                         | Ilsa J. Bick               | červenec 2007 | 2377              |
| Remembrance of Things Past #1 | Terri Osborne              | září 2007     | 2377              |
| Remembrance of Things Past #2 | Terri Osborne              | listopad 2007 | 2377              |